# Kedok
Kedok is een bestuurslaag in het regentschap Malang van de provincie Oost-Java, Indonesië. Kedok telt 6064 inwoners (volkstelling 2010).